# Шак Эльхольм, Луиза
Луиза Шак Эльхольм (дат. Louise Schack Elholm; род. 26 октября 1977, Слагельсе) — датский политический и государственный деятель. Член Либеральной партии Дании («Венстре»). Депутат фолькетинга с 2007 года. В прошлом — министр по делам религий, сельских районов и сотрудничества Северных стран (2022—2023).

## Биография
Родилась 26 октября 1977 года в Стенлилле (ныне коммуна Сорё) в семье инженера-строителя Флемминга Ольсена (Flemming Olsen) и педагога Грете Эльхольм (Grethe Elholm).
В 1994 году окончила 10-й класс частной школы Himmelbjergegnens Natur- og Idrætsefterskole в Рю. В 1997 году окончила гимназию в Сорё. Окончила Копенгагенский университет, где получила в 2002 году — степень бакалавра по политологии (BA polit.), а в 2006 году — степень магистра экономики (Cand.polit.).
В 1997 году жила и работала в Париже по программе Au pair. В 1998 году — заместитель председателя молодёжной организации партии «Венстре» в амте Западная Зеландия. В 1999—2000 гг. была консультантом в секретариате молодёжной организации партии «Венстре». В 2000—2001 гг. — президент Ассоциации либеральных молодёжных организаций стран Балтийского моря (LYBS). В 2000—2002 гг. — преподаватель «Инициативы по поддержке либералов в Балтийском регионе» (SILBA). В 2001—2005 гг. стажировалась в ассоциации Dansk Industri (DI). В 2006—2007 гг. работала аналитиком в пенсионном фонде PensionDanmark.
По результатам парламентских выборов 2007 года впервые избрана депутатом фолькетинга в округе Зеландия от партии «Венстре». В 2015—2019 гг. — заместитель председателя фракции. В 2019—2022 гг. — заместитель председателя Комитета по делам религий и заведующая парламентской библиотекой.
15 декабря 2022 года назначена министром по делам религий, сельских районов и сотрудничества Северных стран во втором правительстве Метте Фредериксен, сформированном по результатам выборов 1 ноября. 23 ноября 2023 года при перестановках в правительстве в связи с избранием министра экономики и министра обороны Троэльса Лунда Поульсена новым председателем «Венстре» потеряла должность, новым министром по делам городов и сельской местности, министром церкви и министром по вопросам сотрудничества Северных стран назначен Мортен Далин.

## Личная жизнь
Замужем за депутатом парламента Торстеном Шак Педерсеном. У пары есть дети: Даниэль (Daniel) и Софи (Sofie).